# Reims-Gueux
Reims-Gueux var en grand prix-væddeløbsbane i Gueux, 7,5 km vest for Reims i Champagne region i det nordøstlige Frankrig. Den blev etableret i 1926 som det andet sted for Grand Prix de la Marne, og den var i brug frem til 1972. Dens trekantede layout bestod af offentlige veje i tre dele mellem landsbyerne Thillois og Gueux over krydset mellem La Garenne / Gueux på Route nationale 31. Banen blev kendt som at være en af de hurtigste i sin tid pga. sine to langesider (der hver er omkring 2,2 km lange) der tillod kørerne at opnå maksimum hastighed, hvilket har resulteret i mange berømte slipstrømskampe.